# Andrej Nazarov
Andrej Viktorovitj Nazarov, ryska: Андрей Викторович Назаров, född 22 maj 1974 i Tjeljabinsk, Sovjetunionen, är en rysk före detta professionell ishockeyspelare som spelat i NHL för San Jose Sharks, Tampa Bay Lightning, Calgary Flames, Mighty Ducks of Anaheim, Boston Bruins, Phoenix Coyotes och Minnesota Wild.
Andrej Nazarov valdes som 10:e spelare totalt i NHL-draften 1992 av San Jose Sharks och debuterade för Sharks i NHL säsongen 1994–95. Hans spelstil gick ut på att förstöra för motståndarna. Han har även uppskattats som en duglig slagskämpe.
Nazarov kommer att vara huvudtränare för KHL-laget Barys Astana säsongen 2014/2015.